# Dolichopeza (Dolichopeza) cyatheti
Dolichopeza (Dolichopeza) cyatheti is een tweevleugelige uit de familie langpootmuggen (Tipulidae). De soort komt voor in het Australaziatisch gebied.